# Aeritalia G.222
 (août 2019).
Si vous disposez d'ouvrages ou d'articles de référence ou si vous connaissez des sites web de qualité traitant du thème abordé ici, merci de compléter l'article en donnant les références utiles à sa vérifiabilité et en les liant à la section « Notes et références ».
Dimensions
L’Aeritalia G.222 est un avion de transport militaire tactique italien dont le premier vol remonte au 18 juillet 1970.

## Pour répondre à un programme OTAN
En 1962, l’OTAN lança le programme Basic Military Requirement 4. Il s’agissait d’un cargo militaire tactique à décollage et atterrissage court (STOL) capable d’opérer sur terrains sommairement aménagés. L’ingénieur Giuseppe Gabrielli dessina pour Fiat Aviazione le Fiat G.222 Cervino un classique biturbopropulseur à aile haute cantilever dont le fuselage est dimensionné pour recevoir des palettes 463L standards. Pouvant transporter 44 passagers ou 32 parachutistes avec un équipage de quatre hommes, dont un chef de chargement « loadmaster », il disposait d’une alimentation en oxygène intégrée pour les missions d'évacuations sanitaires (24 civières). Aucun des projets soumis à l’OTAN ne fut retenu, mais en Italie on estimait le projet Fiat intéressant pour assurer le remplacement des Fairchild C-119 de l’armée de l'Air italienne. Deux prototypes et une cellule d’essais statiques furent donc commandés en 1968. En 1969, le département aviation de Fiat fut absorbé par Aeritalia qui acheva la mise au point des prototypes.
Après quelques modifications simplifiant le projet initial, le premier prototype vola le 18 juillet 1970, suivi par le second le 22 juillet 1971. Les évaluations militaires débutèrent en décembre suivant. Ces essais confirmèrent les qualités de l’avion : Le G.222 est un des rares avions de sa catégorie capable d’effectuer un looping, de voler à 90 km/h ou de se poser en 300 m seulement (sans charge). Une commande de 44 exemplaires fut passée par l’Italie en août 1972, le premier exemplaire entrant en service en mars 1978.

## Un avion qui s'exporte
Concurrent direct du C-160 Transall sur un marché encombré et dominé par le Lockheed C-130 Hercules, le G-222 fut construit à 108 exemplaires, dont 46 pour l’Italie, le solde étant exporté vers plusieurs pays, dont les États-Unis.
La production a été répartie entre différents industriels italiens : Aeritalia pour le fuselage, Piaggio pour la section centrale de voilure, y compris les nacelles-moteur, Aermacchi les panneaux externes de voilure, SIAI-Marchetti pour la partie arrière du fuselage et les empennages, IAM les portes. L’assemblage final était réalisé à l’usine Aeritalia de Naples. En décembre 1990, Aeritalia et Selenia ont fusionné pour former Alenia.

## D'une version à l'autre

### Aeritalia G.222TCM
Version de transport militaire de base, 44 exemplaires livrés à l’AMI.

### Aeritalia G.222RM
(Radiomisura) Modèle utilisé pour l'étalonnage des équipements radars et de radionavigation, 4 pour l’AMI, le premier exemplaire ayant été livré fin 1983.

### Aeritalia G.222SAA
(Sistema Aeronautico Antincendio) Avion bombardier d'eau pour la lutte contre les incendies de forêt avec un équipement modulaire. 10 exemplaires mis en service en Italie depuis 1982 avec un réservoir de 6 300 litres.

### Aeritalia G.222VS
(Versione Speciale) ou G.222GE : Appareil de guerre électronique dont le premier vol remonte au 9 mars 1978. Le prototype fut livré en 1981 à l’AMI, un second exemplaire ayant depuis été mis en service. Désigné également G.222GE, cette version reconnaissable extérieurement à un petit radôme sous la pointe avant et un autre plus important sur le côté du fuselage est aménagée pour 2 pilotes et 10 opérateurs.

### Aeritalia G.222L
Remotorisé avec des turbopropulseurs Rolls-Royce Tyne RTy.20 de 4 860 ch entraînant des hélices de plus grand diamètre, ce modèle a une masse autorisée au décollage supérieure. Mais cette remotorisation était surtout destinée à contourner un embargo décrété par les États-Unis, puisque 20 G.222L ont été construits pour la Libye, dont 2 aménagés en transport VIP. 2 autres ont été livrés à la Somalie en 1979 et un exemplaire à Dubaï en 1989.

### Alenia C-27A Spartan
Dans le cadre du programme RRITA (Rapid Response Intra Theater Airlifter) l'USAF a commandé dix G.222 en 1990. Les livraisons débutèrent le 20 août 1991, et après mise à niveau de l’avionique chez Chrysler, ils ont été positionnés à Panama jusqu’à leur stockage à l’AMARC (Aerospace Maintenance and Regeneration Center) en 1999, retirés du service en raison d’un coût de maintenance trop élevé.

## Carrière opérationnelle

### Afghanistan
L'USAF a acheté pour 287 millions de dollars 18 G-222 des surplus de l'AMI qui sont livrés à Kaboul après reconditionnement entre septembre 2009 et 2011, très peu opérationnels, retirés du service en décembre 2012.

### Argentine
3 appareils ont été livrés à partir du 29 mars 1977 à l'Aviacion de Ejercito. Début 2007, l’Escuadron de Aviacion de Apoyo 603 ne semblait plus utiliser qu’un seul G.222, les autres étant probablement stockés.

### Congo
Des rumeurs persistantes de livraison de 3 G-222 à la Force Aérienne de la République démocratique du Congo n’ont pas été confirmées à ce jour.

### Émirats arabes unis
Un unique G-222L a été livré en 1989 à l’Escadron de transport de Mindhat (Dubaï).

### États-Unis

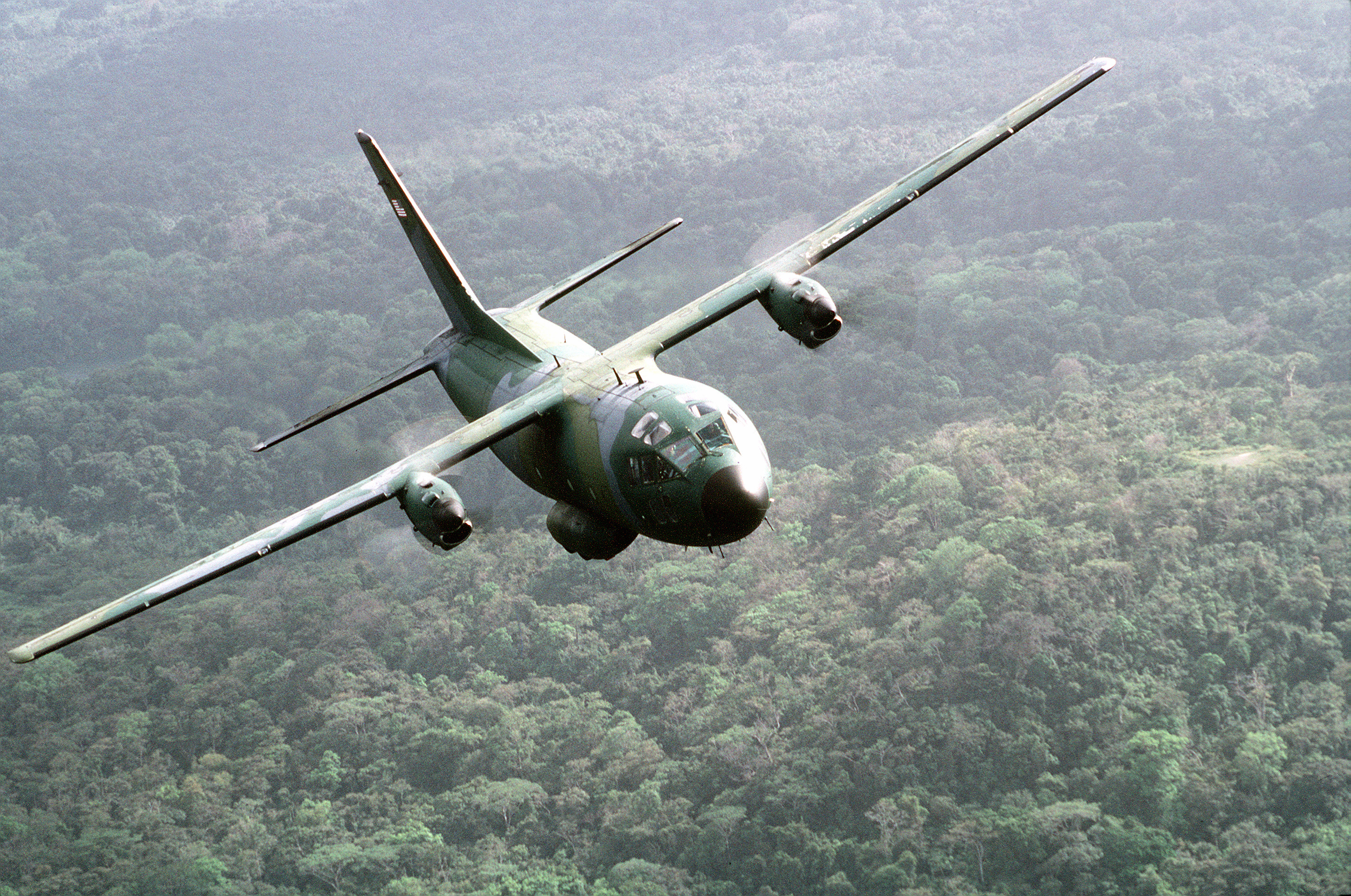
C27-A à Panama en 1993

Les 10 C-27A Spartan livrés en 1991 [90-0170/4] et 1992 [91-0103/7] furent basés à Panama, utilisés par le 310th Airlift Squadron, 24th Wing stationné à Howard AFB (en), Panama. 3 C-27A ont été stockés à Davis-Monthan dès 1998, 4 le 8 janvier 1999 et les 3 derniers le 12 janvier 1999.

### Grèce
Huit exemplaires du C-27J sont au sein de la Force aérienne grecque.

### Italie
L’Aeronautica Militare a reçu au total 52 avions, les premiers entrants en service en 1978 au 98° Gruppo, 46a Aerobrigata, stationné à Pise. Le 2° Gruppo suivit rapidement, tandis que les G.222 RM furent affectés au 8° Gruppo et les G.222VS au 71° Gruppo. Ces deux dernières unités dépendent de la 9a Aerobrigata de Pratica di Mare (en). Outre ces 4 unités, le centre des essais en vol italien (RSV) a utilisé divers exemplaires.
Le G.222 a servi lors de missions en Éthiopie, Somalie, Érythrée et durant l’Opération Interfet de l’ONU dans la jungle du Timor oriental. Mais il n’a finalement pas résisté à la concurrence du Lockheed C-130 Hercules et le 10 septembre 2005 la 46a Aerobrigata a retiré ses derniers biturbopropulseurs, remplacés par des C-130J, en attendant la livraison en 2006 des premiers Alenia C-27J, version évoluée du G-222.
L’AMI a perdu 8 appareils (16 morts) pour des causes diverses : Deux G.222SAA (MM.62106 le 10 juillet 1982 et MM.62131 le 29 août 1985) au cours de missions de lutte contre les incendies, et 2 G.222TCM (MM.62129 le 5 juin 1991 et MM.62128 le 22 août 1991) dans des circonstances inconnues. Le [MM.62116] a percuté une montagne près de Prato durant un vol d'entraînement à basse altitude le 8 janvier 1992, le [MM.62108] a pris feu à Pise le 7 juin 1996, le [MM.62142] a été détruit par l'effondrement d'un hangar à Practica di Mare le 25 novembre 2001. Enfin, le 3 septembre 1992 le [MM.62113] est abattu par un missile sol-air en Bosnie, alors qu’il effectuait un vol humanitaire vers Sarajevo dans un couloir aérien réputé sécurisé.

### Libye
Les 20 G.222L à moteurs Rolls-Royce ont été livrés en 1980/1981.

### Nigeria
6 G.222 ont été livrés entre 1984 et 1985. En juillet 2005, le Nigeria a passé avec Alenia un contrat de modernisation pour les 5 avions encore en service.

### Somalie
Le gouvernement de Mogadiscio a commandé 4 G.222L mais 2 seulement ont été livrés, mis en service en 1980 et retirés en 1987.

### Thaïlande
6 G.222 ont été commandés en 1993 avec option pour 6 autres. Les 3 premiers (60307/8/9) ont été livrés en juillet 1994, les 3 suivants en 1996. Ces avions sont utilisés par le 603 Sqdn, Wing 6, stationné sur la partie militaire de l'aéroport international Don Muang de Bangkok .

### Tunisie
1 avion a été convoyé de Pise à Bizerte-Sidi-Ahmed entre les 19 et 20 mai 2001 pour la 21e escadrille. Différentes sources parlent de 2 à 5 avions.

### Venezuela
8 appareils furent commandés en 1982 pour remplacer des Fairchild C-123B Provider et livrés en 1984 à l'Aviation nationale du Venezuela. 2 ont été cédés en 1989 au Servicio Aéreo del Ejército, qui les a affectés à l’Escuadron T2 stationné à El Libertador (es). Les autres ont été stockés sur la même base de Palo Negro.

## Accidents et incidents
Accidents de l'Aeronautica Militare
- Greve in Chianti, 10 juillet 1982 : Le G.222 TCM numéro 4009 (MM62106) combattant un feu de forêt s'écrase, tuant ses 4 occupants.
- Nurallao, 29 août 1985 : Le G.222 SAA numéro 4044 (MM62131) combattant un feu de forêt s'écrase, tuant ses 4 occupants.
- Minturno, 22 août 1991 : Le G.222 TCM numéro 4035 (MM62128) décollant de l'aéroport militaire Mario Berardi s'écrase avec 4 personnes à bord, toutes tuées.
- Prato, 8 janvier 1992 : Le G.222 TCM numéro 4022 (MM62116), décollant de la base aérienne de Pisa-Auturo dell'Oro et à destination de Bologne, s'écrase sur le Monte Lovello avec 4 personnes à bord.
- Bosnie-Herzégovine, Sarajevo, 3 septembre 1992 : Le G.222 TCM numéro 4017 (MM62113) décollant de Split et à destination de Sarajevo est abattu par des missiles Stinger alors qu'il se trouvait à une altitude de 15 000 pieds (4572 m). Il s'écrase sur le Mont Zec avec 4 personnes à bord. Aucun survivant[5].
- Pise, 7 juin 1993 : Le G.222 TCM numéro 4013 (MM62142) brûle sur le tarmac. Aucun blessé.
- Aéroport militaire Mario Berardi, 25 novembre 2001 : Le G.222 RM numéro 4077 est détruit lorsqu'un hangar s'effondre sur lui.

Autres
- Nigeria, Port Harcourt, 12 mars 2010 : Le G.222 numéro 4070 de la Force aérienne nigériane (NAF 950) sort de la piste lors d'un atterrissage. 10 blessés parmi les 52 occupants.

### Développement lié
- C-27J Spartan

### Aéronefs comparables
- Casa CN-235
- C-160 Transall
- Fairchild C-119 Flying Boxcar